# 마로히타쥐여우원숭이
마로히타쥐여우원숭이 (Microcebus marohita)는 쥐여우원숭이의 일종이다. 마다가스카르섬 동부 지역의 마롤람보(Marolambo) 마을 근처 마로히타 숲에서만 발견된다. 표본은 2003년 12월 처음 수집되었고, 타노시쥐여우원숭이와 함께 2013년에 공식 발표되었다. 몸무게가 89g에 이르는 큰 쥐여우원숭이로 굿맨쥐여우원숭이와 시몬스쥐여우원숭이, 갈색쥐여우원숭이와 함께 같은 지역에서 서식하며 이 4종은 겉모습이 거의 같다.